# Michel Roux-Spitz
Michel Roux-Spitz (Lione, 13 giugno 1888 – Dinard, 15 luglio 1957) è stato un architetto francese.

## Biografia
Figlio di un architetto, entrò all'École des Beaux-Arts di Lione nello studio di Tony Garnier e poi divenne allievo nella bottega di Gaston Redon e Alfred Henry Recoura alla École des beaux-arts di Parigi. Vinse il Prix de Rome nel 1920. Si trasferì a Parigi al suo ritorno da Roma nel 1924, e, influenzato da Auguste Perret, realizzò un caratteristico edificio del suo stile, con finestre a bovindo su 3 lati sulla facciata, in via Guynemer 14 a Parigi. Ripeté questa forma in diverse opere, come al Quai d'Orsay, noto come "Serie bianca".
Venne nominato redattore capo di The Architect tra il 1925 e il 1932, quindi entrò a far parte del Board of Patrons della rivista L'Architecture d'aujourd'hui nel 1930. Divenne di nuovo direttore della rivista francese Architecture tra il 1943 e il 1950. Roux-Spitz utilizzò questi vari forum per difendere la posizione degli architetti moderni, ma si oppose ai principi radicali di Le Corbusier. Fu anche professore di teoria all'École nationale supérieure des beaux-arts nel 1940.
I compiti ufficiali includevano l'architetto capo degli edifici civili e dei palazzi nazionali e l'architetto dei servizi postali. Fu architetto capo della Biblioteca Nazionale nel 1932 e lo rimase fino al 1953, in questo incarico effettuando un riassetto all'interno dell'attuale sito di Richelieu e la costruzione di un annesso a Versailles. Il 29 marzo 1945 fu nominato architetto capo per la ricostruzione del comune di Nantes. Il suo piano di ricostruzione fu approvato nel 1947.
Roux-Spitz morì il 15 luglio 1957 a Dinard.

## Opere principali
- 1924: Lapide di Andrew Bouxin, Aubenton (Aisne)
- 1925: Castello Choulans o Torrette, attuale Istituto Cervantes a Lione
- 1925-1928: edificio 14 rue Guynemer nel VI arrondissement di Parigi (iscrizione nel MH)
- 1924-1929: Theatre de la Croix-Rousse a Lione
- 1928: Scuola odontoiatrica a Lione
- 1928-1930: Monumento "In difesa del Canale di Suez", Ismailia (Egitto)
- 1929: Edificio 89 Quai d'Orsay, 22 rue Cognac-Jay nel VII arrondissement di Parigi
- 1929-1931: Edificio 115 avenue Henri-Martin/St-Octave Feuillet nel XVI arrondissement di Parigi
- 1930: edificio 45-47 Boulevard di Inkerman a Neuilly-sur-Seine (incluso nel MH)
- 1930: Costruzione di case e studi di artisti, 3 rue de la Cité Universitaire nel XIV arrondissement di Parigi (iscrizione nel MH)
- 1930: ampliamento delle opere di ingegneria a Delachaux Gennevilliers (Hauts-de-Seine)
- 1931: Poste-Borsa di Parigi
- 1931-1933: Scuola nazionale di ceramica, annessa alla Manifattura nazionale di Sèvres
- 1932: Annesso alla Biblioteca Nazionale di Versailles
- 1932-1935: Central Check Postal rue des Favorites, nel XV arrondissement di Parigi
- 1935-1938: Post Hotel a Lione
- 1938: Villa "Greystone", fronte mare a Dinard (di proprietà dell'architetto)
- 1947-1949: Città dei marciapiedi esplosivi, pavimentazione stradale ad alta-Nantes
- 1948-1950: Direzione Regionale del PTT a Parigi
- 1949-1955: sviluppo di Place Brittany a Nantes
- 1951-1964: CHU - Hôtel-Dieu de Nantes, terminato dal suo collaboratore Yves Liberge e da suo figlio Jean Roux-Spitz
- 1955-1961: Ospedale di Digione completato da Jean Roux-Spitz
- 1956-1959: Municipio, St. Nazaire

## Saggi
- Michel Roux-Spitz, "Against the new formalism", in L'Architecture d'aujourd'hui No. 3, aprile 1932, p. 61-63 ristampata: "Against the new formalism", seguita da "Towards a new order...", ed. Altamira, 1994.